# Telophorus dohertyi

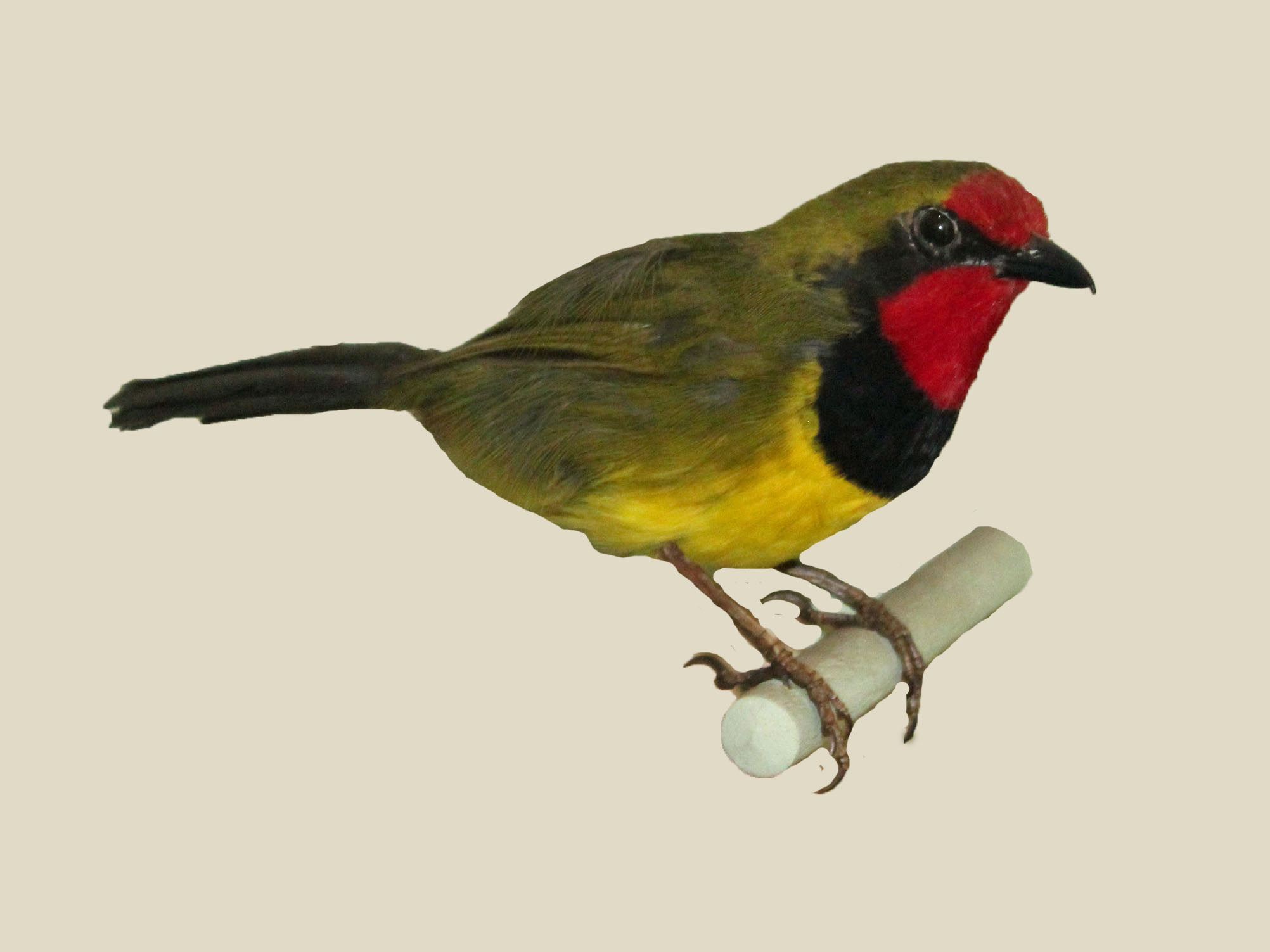
Espécimen en el Museo Nacional de Nairobi.

El bubú de Doherty (Telophorus dohertyi) es una especie de ave paseriforme de la familia Malaconotidae propia de África. Su nombre conmemora al naturalista norteamericano William Doherty.

## Distribución y hábitat
Se encuentra en Burundi, República Democrática del Congo, Kenia, Ruanda, y Uganda.
Sus hábitats naturales son los bosques montanos húmedos subtropicales o tropicales y las zonas arbustivas húmedas subtropicales o tropicales.